# Motor de mesa

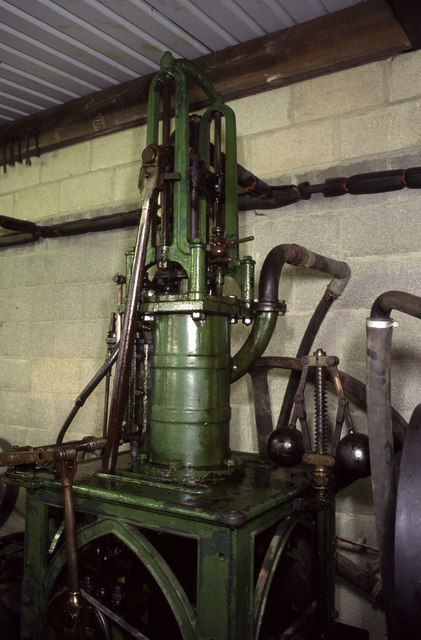
Motor de mesa construido por Lampitt de Banbury (c1850), utilizado en la cervecería Hunt Edmunds

Un motor de mesa es una variedad de motor de vapor estacionario donde el cilindro se coloca encima de una base en forma de mesa, cuyas patas se sitúan en la placa base que ubica los cojinetes del cigüeñal. El vástago del pistón sobresale de la parte superior del cilindro y tiene fijada una cruceta que se desplaza sobre unas correderas unidas y que se elevan desde la parte superior del cilindro. Largas varillas de retorno conectan la cruceta al cigüeñal, en el que se fija el volante. 
Este tipo de motor fue introducido por primera vez por James Sadler en el astillero de Portsmouth en 1798, con la particularidad de que se podía instalar dentro de una edificación independientemente, al contrario de lo que sucedía con los motores de balancín, cuya edificación normalmente formaba parte integrante de la propia máquina de vapor. 
Henry Maudslay patentó una versión mejorada de esta máquina unos años más tarde, y otros fabricantes adoptaron la misma configuración. 
Se utilizaba alrededor de la primera mitad del siglo XIX en aplicaciones de baja velocidad y de baja potencia, fabricándose en una gran variedad de tamaños, incluyendo modelos muy pequeños, con un diámetro y una carrera de tan solo unas pocas pulgadas.
El motor de mesa fue uno de los primeros tipos en los que el motor era construido como una unidad independiente, en lugar de formar parte de una edificación. Esto hizo que los motores fueran más baratos, y lo que es más importante, requerían muy poco tiempo para ser instalados en su lugar de trabajo, pudiéndose probar los motores completos en la fábrica antes de la entrega. Además, podían fabricarse seriadamente, para su venta en existencia, en lugar de tener que ser diseñados y construidos a medida para cada lugar. 
Una razón para el uso continuado del cilindro vertical fue la creencia de que con un cilindro horizontal, el peso del pistón dentro del cilindro provocaría un desgaste desigual en el orificio inferior del cilindro. Esta visión errónea no se disipó hasta alrededor de 1830, ante el creciente número de locomotoras de vapor que utilizaban cilindros horizontales sin tales problemas de desgaste. 